# Nooto
Nootoは、Ruby on Railsで書かれたブログソフトウェア。DBMSが不要で、インストールが簡単なのが特徴。